# M'hamed Ababou
Pour les articles homonymes, voir Ababou.
M'hamed Ababou (1938-1971), originaire de la commune de Boured, cercle d'Aknoul, province de Taza, est un militaire marocain connu pour être l'un des instigateurs du coup d'État de Skhirat contre le roi Hassan II en 1971. Il fut le plus jeune officier supérieur marocain de l'armée.
Il périra lui-même à 33 ans, au cours de cette tentative de putsch, qui sera considérée comme un tournant majeur dans la nouvelle politique sécuritaire du pouvoir marocain puisque l'ensemble de la sécurité intérieure sera confiée au général Oufkir - qui tentera de renverser le roi en 1972 (coup d'État des aviateurs).
La tentative de coup d'État militaire de Skhirat recèle encore plusieurs zones d'ombre, notamment celles relatives à l'implication réelle dans ce complot du général Oufkir, ministre de l'intérieur du roi Hassan II.

## Biographie
Il est l'un des fils  de Mohand ben Messaoud Ababou dit Cheikh Messaoud, qui fut proche d' Abdelkrim el-Khattabi  et du docteur el-Khattib, tour à tour seigneur féodal de la tribu Gzenaya , vétéran de la guerre du rif et figure de l'indépendance marocaine,.
Saint-Cyrien, il est issu de la promotion Mohammed V (1956). Ses mentors furent le Maréchal  Mohamed Belkacem Zahraoui Meziane et le Général Driss Ben Omar El Alami.

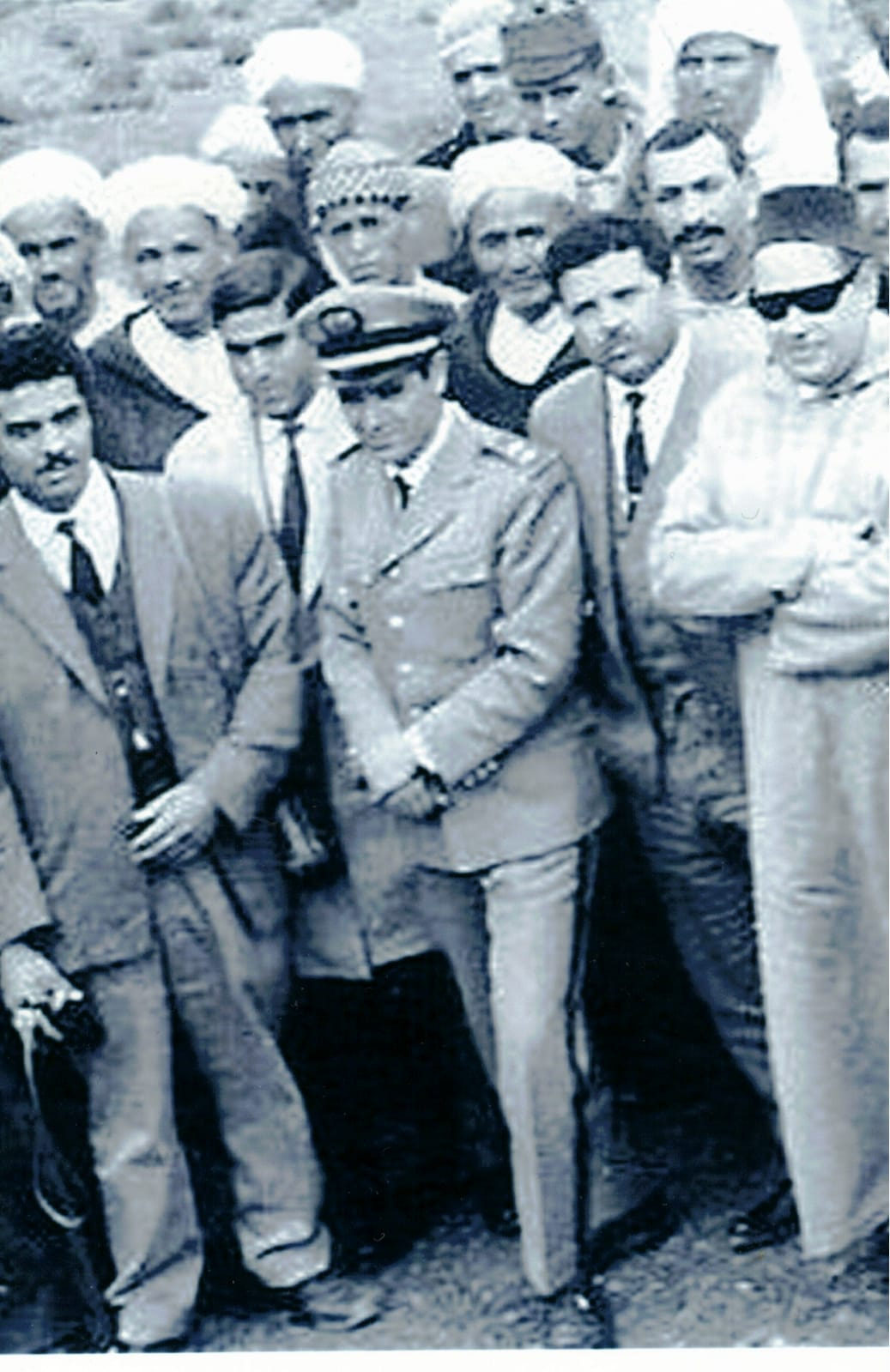
Au centre Mohammed Ababou, derrière à gauche M'hamed Ababou dans les années 60

Directeur de l'école de formation des sous-officiers d'Ahermoumou (future Ribate El Kheir), il codirigea avec le général Medbouh, aide de camp de Hassan II, le coup d'État militaire de Skhirat, au palais estival du roi aux environs de Rabat, le 10 juillet 1971. Il meurt lors de cette opération.